# Arche Noah – Das größte Abenteuer der Menschheit
Arche Noah – Das größte Abenteuer der Menschheit (Originaltitel: Noah’s Ark) ist eine zweiteilige filmische Bibel-Adaption aus dem Jahr 1999.

## Handlung
Noah wohnt zusammen mit seiner Frau Naama und ihren 3 Söhnen in Sodom, als Gott beschließt, die sündige Stadt zu vernichten. Nur Noahs Familie und ihr Freund Lot überleben das Inferno.
Einige Jahre später – die Familie hat in einem fruchtbaren Tal ein neues Leben gefunden – erscheint Gott erneut und weist auf die Sündhaftigkeit der Menschheit hin. Er beschließt, diese durch eine Sintflut von der Erde zu tilgen.
Noah beginnt den Bau der Arche Noah.

## Hintergrund
- Der Film, der in Australien gedreht wurde, vermischt zwei biblische Geschichten, die miteinander laut Altem Testament nichts zu tun haben.
- Arche Noah – Das größte Abenteuer der Menschheit hatte am 2. Mai 1999 seine Premiere.[1] In Deutschland wurden die beiden Teile erstmals am 24. und 25. Oktober 1999 auf RTL ausgestrahlt.[2]

## Kritik
„Eine bei allen Ambitionen stets den Äußerlichkeiten verhaftet bleibende Verfilmung, die ihr Heil im Spektakulären sucht, die inneren Beweggründe der Personen aber lediglich als stereotype Chiffren einsetzt und die Figuren zum Teil sogar der Lächerlichkeit preisgibt.“